# ميستر سينيستر
ميستر سينيستر هو شرير خارق في مارفل كومكس من ابتكار كريس كليرمونت،ظهرت الشخصية لأول مرة في 1986.